# Constitution de la Corée du Nord
Lire en ligne

Consulter (version de 2009)

La constitution socialiste de la république populaire démocratique de Corée (en coréen : 조선민주주의인민공화국 사회주의헌법) est la constitution de la république populaire démocratique de Corée, nom officiel de la Corée du Nord.
Elle a été adoptée en décembre 1972 par l'Assemblée populaire suprême et a remplacé la précédente constitution datant de 1948, mise en œuvre par l'Assemblée du peuple de Corée du Nord.
Cette constitution établit le nom officiel du pays et son statut comme un État socialiste. Le pays est défini comme une « dictature de la démocratie du peuple » (une formulation qui suit de près le modèle chinois), sous la direction du Parti du travail de Corée. La constitution de la Corée du Nord est divisée en sept parties, comprenant chacune d'elles plusieurs articles (172 articles en tout).
Par ailleurs, la constitution de la Corée du Nord garantit les droits civils et politiques, comme la liberté d'expression, le droit d'élire des fonctionnaires, le droit à un procès équitable et la liberté de religion.
Depuis la mort de Kim Il-sung en 1994, Kim Jong-il a maintenu un régime militaire autoritaire et dictatorial.
En septembre 2009, il a été signalé que la Corée du Nord a révisé sa constitution en supprimant toute référence au communisme et conservant Kim Jong-il comme « chef suprême » en vertu de l'article 100,.

## Analyse constitutionnelle
La constitution de la Corée du Nord est stable dans le temps et n’est pas forcément totalement dépourvue de sens[pas clair]. La constitution permet d’analyser les déclarations idéologiques du régime, malgré le fait qu’elle contienne des idéaux irréalisables et qu’elle soit concrètement supplantée par des décrets et résolutions secrets.
Les déclarations idéologiques contenues dans la constitution sont le marqueur des nouvelles orientations stratégiques du régime et permettent de coordonner les factions politiques.
La constitution nord-coréenne est le texte législatif au sommet de la hiérarchie des normes.
À la création de la constitution, celle-ci était construite sur le même modèle que celles des autres régimes communistes à la même époque, avec un État « dictature du prolétariat » sous la direction de l’avant garde du Parti du travail de Corée, son contenu était le reflet d’une déclaration politique plus qu’à des règles.
La constitution fait mention de droits civils avec la liberté d’expression, de réunion, de manifestation, de conviction religieuse et le droit à l’éducation, droit à la santé similaire à ceux de constitution d’États démocratiques libéraux.
La constitution porte des droits dont il incombe de lourds devoirs, ce qui en fait une constitution collectiviste et coercitive avec beaucoup de référence à la « défense du pays » et à la révolution.
La constitution ne mentionne pas directement le nom des Kim mais fait référence au « Leader Suprême ».

## Histoire

Armoiries de la Corée du Nord.

La première constitution a été adoptée en 1948, puis une autre a été adoptée en 1972. Cette constitution a subi des révisions en 1992, 1998, 2009, 2012(?), 2013, 2016.

### Constitution de 1972
La capitale du pays cesse d'être Séoul pour devenir Pyongyang.

### Révision de 1992
La constitution de mai 1992 conserve le communisme, cohabitant avec l'idéologie Juche, mais en supprimant le marxisme-léninisme.

### Révision de 1998
Une nouvelle constitution a été promulguée en septembre 1998, donnant la présidence du pays à Kim Il-sung « pour l’éternité ». Kim Il-sung devient donc « Président éternel ».
Le préambule fait référence à une « grande nation, forte et prospère » en lieu et place du « développement indépendant ».
Cette Constitution créait le premier socle pour de potentiel réformes économiques permettant une certaine indépendance des entreprises et personnes, la Corée du nord étant obligé de confirmer l’état de fait créée pendant la période de famine, avec l’essor d’une économie souterraine.
Elle autorise par son article 24 « les revenus obtenus par des activités économiques légales » ce qui permet à la population d’avoir des activités commerciales, mais il n’y a toujours pas de droit d’exploitation.
La notion de « prix », « coût » et « profit » y est fait mention pour la première fois.
Cette révision est analysée comme un pas, modeste, vers un centralisme moins fort.
Le droit de propriété des biens immobiliers y est reconnu, mais sans pour autant en autoriser le commerce.

### Révision de 2009
La constitution d'avril 2009 a défini les fonctions du Parti du travail de Corée au pouvoir. Le communisme est remplacé par l'idéologie Juche, lors de cette révision les références au marxisme-léninisme et au communisme ont disparu, mais les références au socialisme ont été conservées.
La constitution donne au président de la Commission de Défense nationale le titre de « Dirigeant Suprême ».
La constitution est baptisée « Constitution Kim Il-sung », la RDPC est appelé « État socialiste indépendant ».

### Révision de 2012
La constitution a été révisée en avril 2012 afin de définir le pays comme « un État doté de l’arme nucléaire ».

### Révision de 2019
Cette révision du 11 juillet 2019 comporte trois grandes modifications.
- Elle donne au « président de la Commission des affaires de l’État » la fonction de « représentant suprême de tout le peuple coréen » ce qui place le leader en 2019, Kim Jung-Un, Chef de l'État, alors que précédemment ce titre était détenu par le « Président de l'Assemblée populaire suprême ». Cette modification est analysée comme une préparation pour un potentiel Traité de paix avec les États-Unis.
- Cette constitution ne mentionne plus la politique de « Songun » (« L'armée d'abord »).
- Un nouveau mode de gestion et d’organisation des entreprises (« modèle de gestion responsable des entreprises socialistes ») vient officiellement remplacer le « modèle Tae-an », en place depuis le début des années 1960 avec Kim Il-sung. Dans ce nouveau modèle le but est de permette une meilleure autonomie aux entreprises et à leurs dirigeants dans l’organisation quotidienne de la production et particulièrement par rapport au plan fixé par l'État[20].

Par ailleurs la constitution continue de décrire la Corée du Nord comme « un État doté de l’arme nucléaire ».
« Le pouvoir technologique scientifique est la ressource stratégique la plus importante du pays », indique la constitution,.